# 煩惱 (佛教)
煩惱（藏文：nyon mongs），佛教術語，除了所謂的俗事煩惱之外，佛教認為，人心中所有會帶來痛苦的負面情緒，以及其帶來的不良影響，都被總稱為煩惱，其中包括煩躁、憂鬱、焦慮、不安、嫉妒、期待、憤怒、悲傷、麻木等。
「障」在佛法修行的意義就是遮住，就是有情眾生被無明、煩惱、惡業等種種障礙所障蔽，缺少智慧，不能經由佛法的正確教導而得見正道，所以生生世世在三界六道之中不斷的生死流轉輪迴。而因為煩惱,而導致人做出錯誤的行為，成為會眾生不得解脫的種種障礙，就稱作煩惱障（梵語：kleśāvarana），為二障或三障之一。
煩惱的種子眠藏在藏識之中，未現行顯發出來，故稱為煩惱隨眠。
一切煩惱 都由無明生 無明就是癡的意思 
就是說 一切煩惱 都由癡生 出自成實論
據北本涅槃經卷七載，一切眾生悉有佛性，凡夫以煩惱覆而無顯，若斷煩惱即顯佛性。

## 字源
煩惱在梵文中，來自於動詞字根Kliś，是惱怒、苦惱之意。說一切有部，多半以煩亂、苦惱來解釋這個術語。
但是也有用污染來解釋這個單字的，如染污意（Kliṣṭa-manas）就是由污染的意思來的。《清淨道論》解釋煩惱時，主要是以染污來解釋。

## 概論
煩惱的根源來自三毒（貪、嗔、痴），而三毒的根本為無明。六個根本煩惱引起其他二十個隨煩惱。
- 佛教認為煩惱的產生，與自我中心有關。
- 無明是一切煩惱的來源。[4]
- 煩惱障在整個佛法的修行內涵三乘菩提上，會障礙善根的增長、會減篹本來原有的善根，及障礙智慧。[5]。障礙解脫生死的煩惱障的意義通於的二乘解脫道、以及大乘佛菩提道，而因此不能證得阿羅漢果，捨報後不能入無餘涅槃。這是相對於只通大乘佛菩提道、而不通二乘解脫道的所知障而言，因為所知障不會障礙有情出離三界生死輪迴，但卻因為對法界的實相不知不證，因而會障礙有情不能在菩薩道上的次第修行、障礙有情不能成佛。
- 經量部與唯識學派認為，煩惱的種子，潛藏在阿賴耶識，隨著轉世輪迴到達下一世，稱為隨眠。

## 煩惱的分類
- 由煩惱是否顯現或隱藏的性質，可分成：煩惱現行、煩惱隨眠
- 由煩惱的粗重及分位的不同性質，可分成：根本煩惱、隨煩惱
- 由煩惱的滅除的途徑及時期之不同性質，可分成：見所斷煩惱、修所斷煩惱

又分成三毒（貪、瞋、癡），五毒（貪、瞋、癡、慢、疑）等。

## 煩惱障的內涵
煩惱障的內容可分為見惑與思惑，也就見所斷煩惱以及修所斷煩惱的內容。就是包含貪、瞋、癡等根本煩惱及大中小的隨煩惱，以及種種百千萬的微細煩惱，

## 煩惱的過患
彌勒菩薩對煩惱過患，在瑜伽師地論裡有深刻的分析：要知道煩惱對吾人的傷害之深，可說是無法計量。當煩惱自內心升起時，首先它會惱亂人的內心，令人不理智，接著它會使人對面臨的境界發起不合道理的想法。每次當發怒、憂傷或貪愛等負面情緒出現時，都會令人變得更為偏執，如此循環，無有止息。煩惱的出現，會讓人做出不祥和的事情，它能傷害自己，也能傷害其他人，或是傷害自己以及別人。它能令人今生就得報應，或是未來世得報應，最糟的情況是今生和未來世都要得報應。煩惱不但使人現在身心憂苦，也能讓人生死流轉六趣受大苦。持續不斷的煩惱過患，會令人離得聖道入安樂涅槃越來越遠，它能使人已修得的各種殊勝善法退滅，它也能讓人所擁有的資產錢財衰損散失。煩惱能令人在大眾中不得自信，只能使彼時時不安無有威儀，它能讓人聲譽鄙惡遠近皆知，人也常因生煩惱而被善知識所教訓責罵。它能令人臨終之時生大憂傷，對一生所犯後悔不已。它能使人命終之後墮入三惡道，甚至地獄之中。煩惱令人不能證得自己修習的功德，也終究無法入槃涅得安樂。諸如此類的煩惱過患是無量無邊，述說不盡的。

## 煩惱障的斷除
- 煩惱障的中見所斷煩惱的現行，在菩薩初地前便已伏除，而見所斷煩惱的種子於在菩薩初地時初斷。
- 煩惱障的中修所斷煩惱的一切種子在菩薩八地前全部斷盡。煩惱障的修所斷煩惱的現行在菩薩初地之前之三賢位便漸漸伏除，到了菩薩要進入初地之前，便已經性障永伏如阿羅漢。[10]

大智度論卷七記載，念佛三昧能滅除種種煩惱及先世諸罪